# 御林广场
52°30′49″N 13°23′34″E / 52.51361°N 13.39278°E

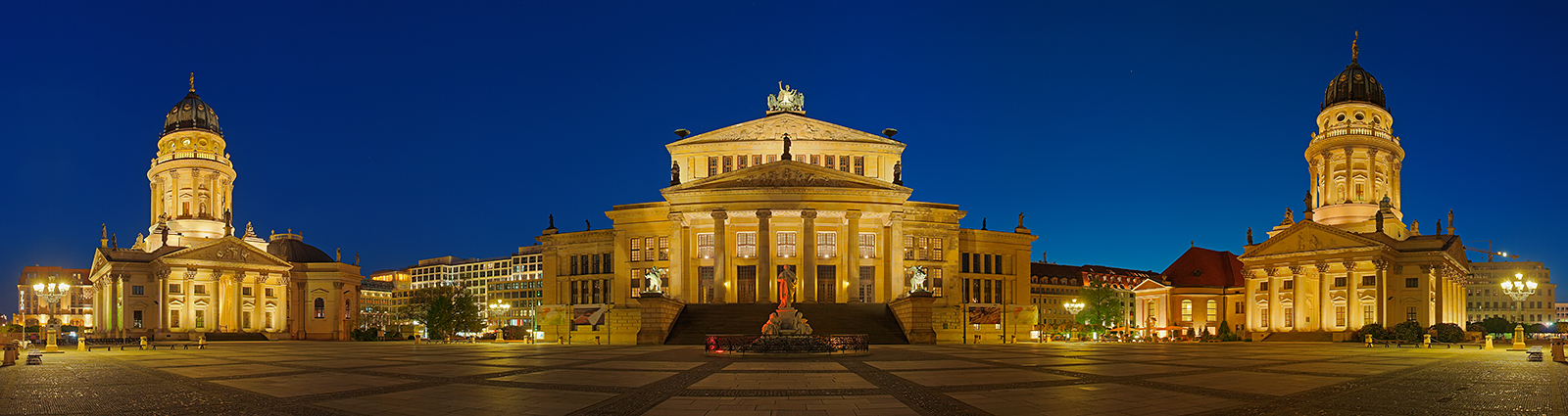
御林广场

御林广场（Gendarmenmarkt）是德国柏林中区（Mitte）的一个广场，经常被认为是柏林最美的地方。广场上有3座主要建筑：广场的西部是柏林音乐厅，广场的北侧是法国大教堂，而德国大教堂则位于广场的南侧。广场的中心是德国诗人弗里德里希·席勒的雕像。御林广场的面积大约为4.8万平方米。

## 历史

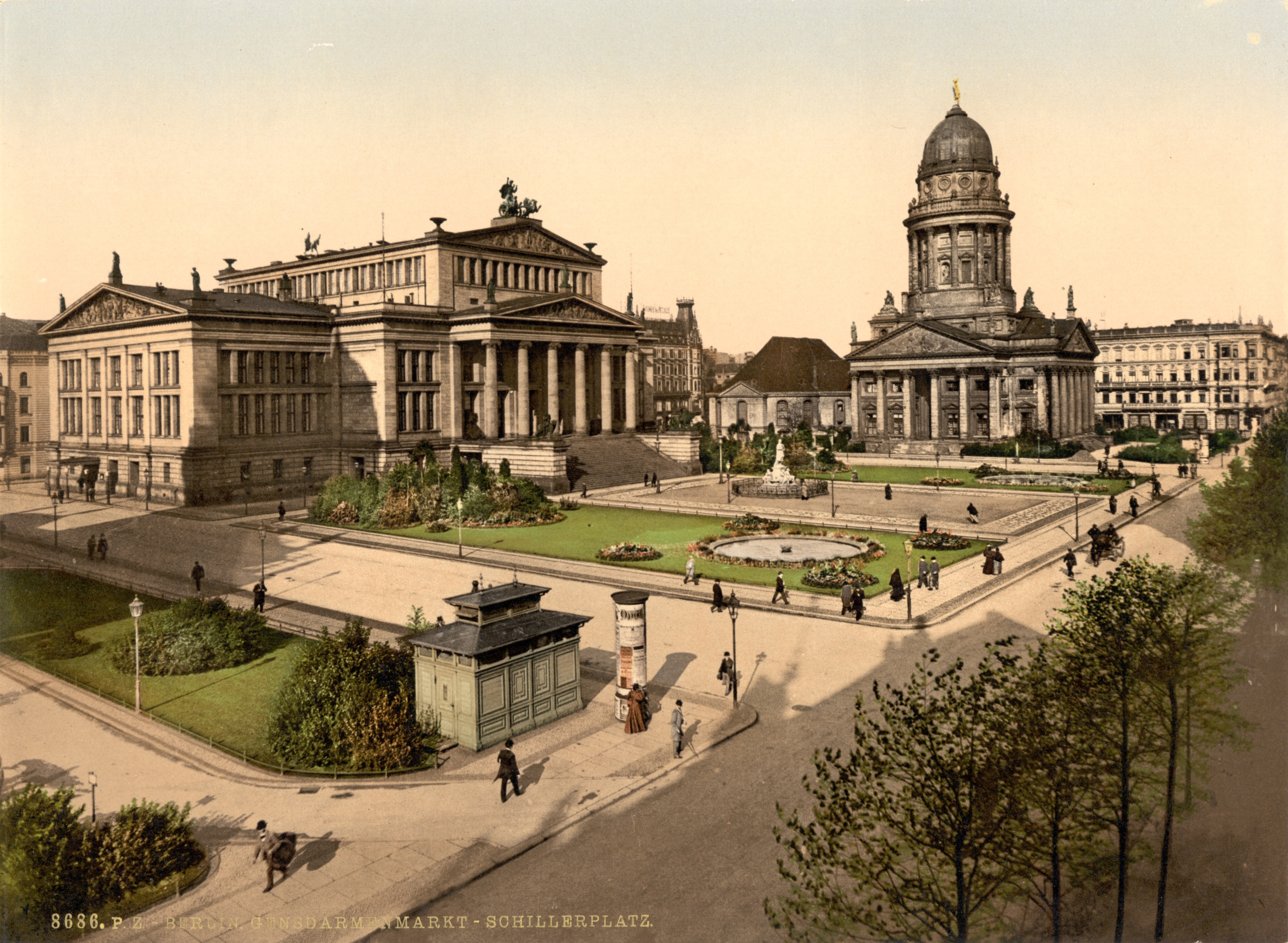
1900年的御林广场

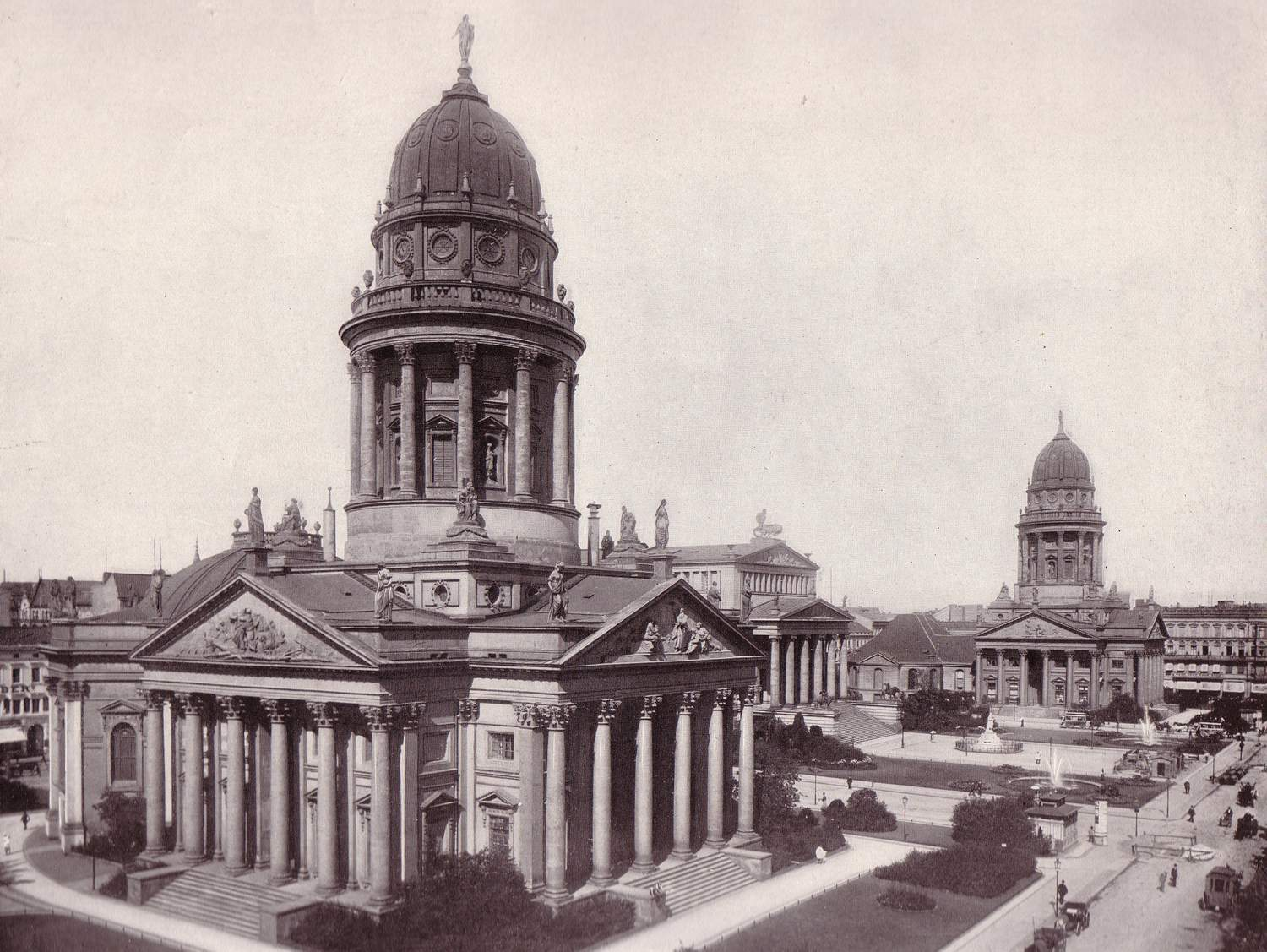
1903年的御林广场

2005年的德国大教堂

1688年，勃兰登堡选帝侯约翰·安诺德·内灵（Johann Arnold Nering）规划了这个广场，称为椴樹广场（Linden-Markt），作为柏林-腓德烈城（Berlin-Friedrichstadt）的一部分。选帝侯腓特烈三世，后来的普鲁士国王腓特烈一世，在17世纪末开辟了这个广场。在这片古老的城区，定居着一批来自法国的胡格诺派教徒移民，他们根据1685年波茨坦法令（Edikt von Potsdam），受到勃兰登堡选帝侯腓德烈·威廉的保护，享有宗教信仰自由和公民权。
国王腓特烈一世为路德会教徒和法国归正会教徒分别修建了一座教堂。两座教堂都兴建于1701年以后，后来在又分别增建了相同的塔楼。它们在1780-1785年之间由卡尔·冯·贡塔德（Carl von Gontard）设计建造，模仿了罗马的人民广场。 
在17世纪，此处最初是一个市场，名为椴樹广场（Linden-Markt），在18世纪称为腓德烈城市场（Friedrichstädter Markt），1786年之后又改名为新市场（Neuer Markt）。最后在1799年改为今天使用的名称，以纪念“士兵国王”腓特烈·威廉一世于1736年下令在此驻扎的胸甲骑兵军团。 
1773年，腓特烈大帝在位期间，按照格奥格·克里斯蒂安·翁格尔（Georg Christian Unger）的规划，这个广场进行了扩建。在两座教堂之间起初修建了一座小型的法国喜剧剧院，在1800年到1802年之间拆除重建为有2000个座位的国家剧院。1817年该剧院被大火烧毁，由建筑师卡尔·弗里德里希·申克尔（Karl Friedrich Schinkel）重新改建为皇家剧院，1821年完成，即今天的柏林音乐厅，构成广场整体的焦点。  

御林广场也是柏林许多政治事件的发生地点：1848/1849年革命 
在第二次世界大战中，御林广场的大部分建筑严重受损。今天，广场上的所有建筑都已经按原状复原。1950年，在普鲁士科学院250周年纪念庆典之际，广场被改名为“学院广场”。1991年改回原名。

## 法国大教堂
法国大教堂（德语：Französischer Dom）位于御林广场的北侧（门牌为御林广场6号），是这座广场上两座大教堂中，首先完成的一座。法国Charenton-Saint-Maurice的胡格诺派教堂被摧毁后，教徒们避难来到柏林，于1701年到1705年间兴建了这座教堂。1785年，卡尔·冯·贡塔德为这座教堂设计增建了塔楼和柱廊。法国大教堂有一个观景平台、餐厅以及胡格诺派博物馆。

德国大教堂和音乐厅

## 德国大教堂
德国大教堂（德语：Deutscher Dom）位于御林广场的南部（门牌为御林广场1号），与法国大教堂相对。它的平面为五边形，1701年由马丁·格林贝格（Martin Grünberg）设计，1708年由乔万尼·西莫内蒂（Giovanni Simonetti）建造。1785年，卡尔·冯·贡塔德负责改建这座教堂，增建了一座穹形塔楼。在第二次世界大战后期的1945年，德国大教堂被大火彻底烧毁。两德统一后，教堂得到重建，重建工程完成于1993年，1996年作为德国历史博物馆重新开放。

## 音乐厅
柏林音乐厅（德语：Konzerthaus Berlin）是一座新古典主义建筑，也是御林广场上最后建成的建筑物（门牌为御林广场3-4号）。1821年由建筑师卡尔·弗里德里希·申克尔建造，称为戏剧院（Schauspielhaus）。它建造在1817年大火中烧毁的国家剧院的废墟上。这座建筑保留了被毁的国家剧院的一些圆柱和部分外墙。如同广场上其他建筑一样，在第二次世界大战期间，它也严重受损。重建工程完成于1984年，并由剧院变为一座音乐厅。今天，Konzerthausorchester Berlin 设于此处。

## 其他
御林广场也是柏林最受欢迎的圣诞市场之一。周边有众多的餐馆、商店和旅馆。